# Elbow-Krater
Koordinaten: 50° 59′ 20,1″ N, 106° 42′ 24″ W

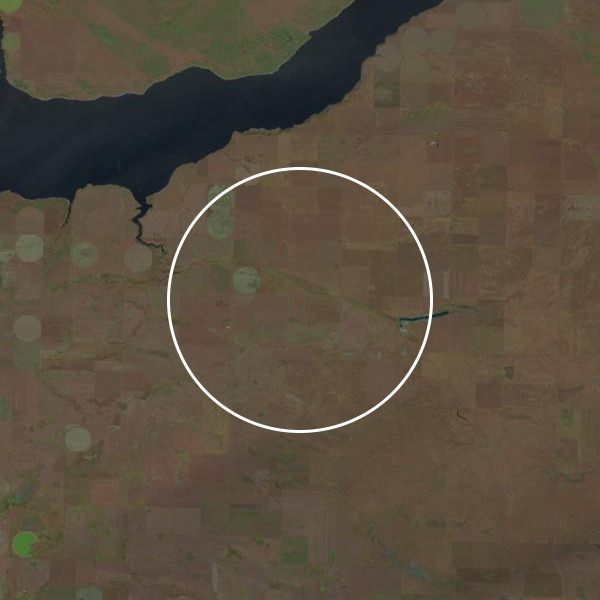
Landsat-Satellitenbild mit ungefährer Lage des erodierten und überdeckten Kraters

Der Elbow-Krater ist südzentral in der kanadischen Provinz Saskatchewan gelegener Einschlagkrater.

## Lage
Der Krater liegt nördlich des Dorfes Riverhurst am Südufer des Stausees Lake Diefenbaker. Der Durchmesser des Kraters beträgt acht Kilometer, sein Alter wird auf 395 ± 25 Millionen Jahre geschätzt. Damit erfolgte der Einschlag im Devon. Die Einschlagstruktur ist unter jüngeren Sedimenten begraben und von der Erdoberfläche nicht zu sehen.